# Талисман (роман, 1825)
«Талисма́н» (англ. The Talisman) — исторический роман Вальтера Скотта, посвященный событиям Третьего крестового похода. Он был впервые опубликован в 1825 году и вместе с романом «Обрученная» входит в цикл «Рассказы о крестоносцах». Считается первым романом в английской литературе, где мусульмане изображены в положительном свете. В предисловии к «Талисману» автор пояснял, почему выбрал такое название для своего произведения: на западе Шотландии рассказывают историю о талисмане, который некогда принадлежал знатному крестоносцу. Считалось, что талисман действует как противолихорадочное средство. Эта реликвия, пишет Вальтер Скотт, сохранилась до его времён и «даже всё ещё служит предметом почитания».
На русском языке роман издавался также как «Ричард Львиное Сердце» и «Талисман, или Ричард Львиное-Сердце в Палестине». В 2008 году издательством «Эксмо» была выпущена аудиокнига под названием «Талисман, или Ричард Львиное Сердце в Палестине».

## Сюжет
Действие происходит в Палестине во время перемирия, заключенного между войсками крестоносцев и султаном Саладином. В лагере крестоносцев царят раздоры. Ричард Львиное Сердце прикован к постели затянувшейся лихорадкой, а его сторонники, уставшие от войн, начинают сомневаться в успехе похода. Европейских государей, в частности, австрийского герцога Леопольда и короля Франции Филиппа оскорбляет высокомерие и горячность Ричарда, который не проявляет должного уважения к другим королям. Гроссмейстер Ордена тамплиеров настроен ещё более решительно: он планирует убийство Ричарда.
Роман начинается с того, что бедный, но благородный шотландский рыцарь Кеннет едет через пустыню, чтобы отвезти святому старцу Теодориху Энгаддийскому секретное послание от предводителей крестоносного воинства (при посредничестве святого короли хотели втайне от Ричарда установить длительный мир с Саладином). По дороге он вступает в схватку с одиноким сарацином. Поняв, что силы в битве равны, Кеннет и сарацин, назвавшийся именем Ширкоф, продолжили путь вместе. Кеннет благополучно доставил послание Теодориху, а в лагерь вернулся вместе с личным лекарем Саладина. Султан, узнав о болезни Ричарда Львиное Сердце, послал мавританского лекаря (Эль Хакима) с магическим талисманом, который дарует людям чудесное исцеление. Талисман действительно помогает королю.

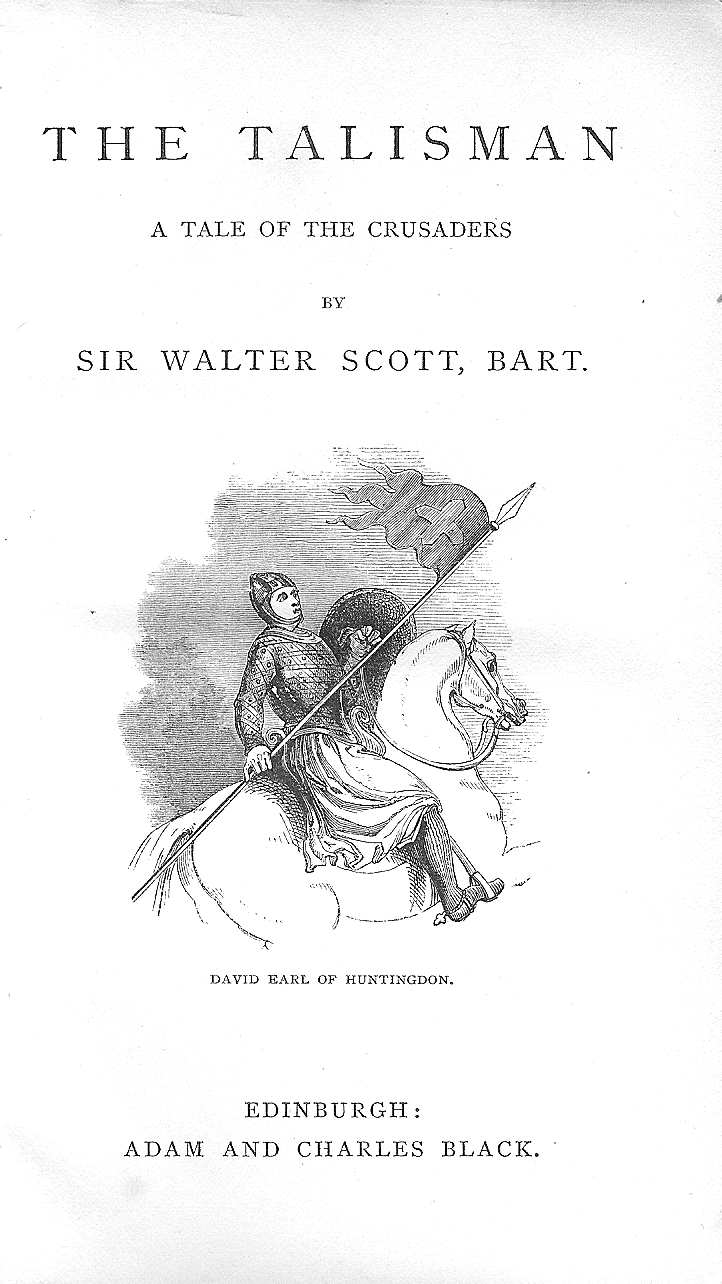
Давид Шотландский, граф Хантингдон, иллюстрация к изданию 1863 года (A & C Black).

Тем временем один из предводителей крестоносцев граф Конрад Монферратский, мечтающий стать королём Иерусалимским и опасающийся соперничества за титул с Ричардом, решает настроить против него других монархов. Он намекает эрцгерцогу Леопольду, что австрийский флаг в центре лагеря расположен ниже, чем английское знамя, и картинно сетует: «Я не сомневаюсь, что у вас есть веские причины подчиняться английскому господству». Разъяренный Леопольд («Мне — подчиняться?») собирает вассалов и движется к холму. Конрад Монферратский спешит сообщить Ричарду, будто эрцгерцог собирается сбросить знамя Англии и вместо него водрузить своё собственное. Ричард спешит к холму, где оскорбляет Леопольда, втаптывая австрийское знамя в землю. Опасаясь, что мстительный герцог постарается ночью проделать то же самое с английским флагом, он поручает рыцарю Кеннету стеречь знамя. Тот рад возможности доказать перед королём свою верность и храбрость.
Однако ночью капризная супруга Ричарда Беренгария решает подшутить над Кеннетом. Она посылает ему кольцо якобы от лица Эдит Плантагенет, родственницы Ричарда, которая была Дамой сердца Кеннета. Он не может пренебречь приказом своей Дамы и покидает пост, оставляя у знамени своего пса. Когда же Кеннет узнает, что это была лишь шутка и возвращается, знамя уже украдено, а собака смертельно ранена. Ричард приказывает казнить Кеннета, несмотря на мольбы Беренгарии и леди Эдит, однако, он вынужден уступить пленника лекарю Саладина, так как тот спас королю жизнь. В лагере Эль Хакима Кеннет узнает, что этот лекарь и сарацинский воин Ширкоф — одно и то же лицо.
По совету Эль Хакима, Кеннет в обличье раба-нубийца возвращается в английский лагерь. С помощью верного пса ему удается обнаружить и раскрыть похитителя знамени — им оказывается не герцог Леопольд, а Конрад Монферратский. Чтобы восстановить утраченную честь, Кеннету предстоит сразиться с ним в рыцарском поединке, который проводят с помощью Саладина. Султан помогает выбрать ристалище и организует Ричарду Львиное Сердце пышную встречу. Выясняется, что Саладин и есть Ширкоф, он же лекарь с талисманом.
В бою Кеннет легко одолевает соперника. Оказывается, и он — не безвестный воин, а Давид, граф Хантингдон, наследный принц Шотландии. Граф Монферратский сознается в краже английского знамени и хочет перед смертью увидеть духовника, чтобы исповедаться. Гроссмейстер Ордена тамплиеров, который был с Конрадом в дружеских отношениях, испугался, что тот может на исповеди выдать их планы по убийству Ричарда. Поэтому гроссмейстер самостоятельно прокрадывается в палатку Конрада и закалывает его кинжалом. Преступление видит один из слуг Саладина и докладывает султану, и на пиру гроссмейстер погибает от руки Саладина. В конце романа Кеннет, теперь Давид Шотландский, сочетается браком с Эдит Плантагенет, и в подарок молодым Саладин присылает знаменитый талисман, излечивающий болезни. Ричард же вынужден покинуть Палестину, так как большинство соратников решило покинуть крестоносное войско и вернуться в Европу.

## Персонажи

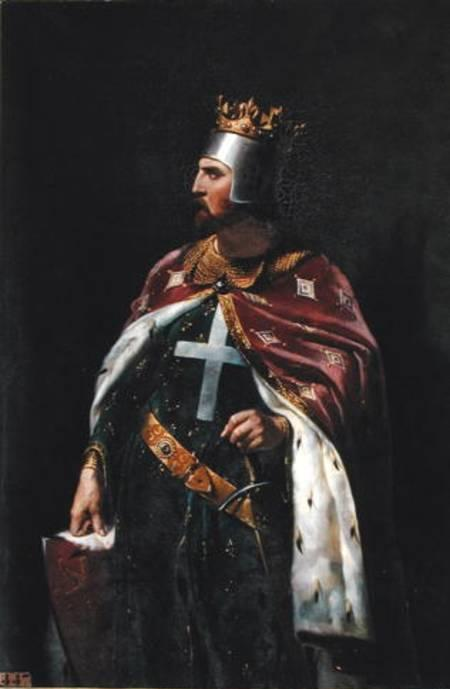
«Ричард I Львиное Сердце, король Англии», Мерри-Жозеф Блондель.
1841 г., Версаль

Центральными героями произведения являются король Англии Ричард Львиное Сердце и султан Саладин. Их образы современники Вальтера Скотта сочли наиболее удачными в романе. В предисловии писатель рассказывал, что ему был интересен контраст между этими героями: 

Христианский и английский монарх проявил тогда жестокость и несдержанность восточного султана, в то время как Саладин обнаружил крайнюю осмотрительность и благоразумие европейского государя, и оба они старались перещеголять друг друга в рыцарской храбрости и благородстве. Этот неожиданный контраст дает, по моему мнению, материал для романа, представляющий особый интерес.
Практически все действующие лица романа являются реальными историческими личностями, за исключением вымышленной родственницы Ричарда Эдит Плантагенет. История предполагавшегося брака Эдит с Саладином имеет историческую первооснову: для примирения с Саладином Ричард был готов выдать замуж за Аль-Адиля (брата Саладина) свою сестру Иоанну, вдовствующую королеву Сицилии. В действительности Давид Шотландский был женат на Матильде Честерской, дочери Хью де Кевильока, графа Честера. Этот факт вызвал многочисленные споры о том, допустимо ли в историческую прозу вводить вымышленных персонажей и не будет ли это умышленным введением читателей в заблуждение.

## Экранизации
«Талисман» был несколько раз экранизирован.
- 1911 — немой короткометражный фильм «Талисман» (Il talismano), Италия. Режиссёр — Энрико Гуаццони.
- 1923 — немой фильм «Ричард Львиное Сердце[англ.]» режиссёра Честера Уитни[англ.].
- 1954 — фильм «Ричард Львиное Сердце» (King Richard and the Crusaders, «Король Ричард и крестоносцы») режиссёра Дэвида Батлера. Главные роли исполняют Рекс Харрисон, Вирджиния Мейо, Джордж Сандерс и Лоренс Харви.
- 1992 — «Ричард Львиное Сердце» (Россия) режиссёра Евгения Герасимова, в главных ролях — Армен Джигарханян, Сергей Жигунов и Александр Балуев.
  - 1993 — продолжение «Рыцарь Кеннет» (Россия).

Существует также британский телесериал 1980 года, основанный на сюжете романа.